# Pierre Basilewsky
Pierre Basilewsky, né le 21 août 1913 à Saint-Pétersbourg (Empire russe) et mort le 7 décembre 1993 à Etterbeek (Belgique), est un entomologiste belge d'origine russe. Il est connu internationalement pour ses études sur l'entomofaune africaine.

## Biographie
Basilewsky nait en Russie en 1913, où son père, officier, l'initie dès son enfance à sa passion pour l'entomologie. La famille fuit la révolution de 1917 et se réfugie dans la région de Bruxelles, en Belgique. Il fréquente le collège Saint-Boniface à Ixelles, et à l'âge de 16 ans il publie son premier article au sujet des coléoptères carabides dans le Bulletin des Naturalistes belges. Il poursuite ensuite des études supérieures et obtient, en 1936, son diplôme d'ingénieur agronome colonial à l'Institut agronomique de Gembloux, où il côtoie notamment Haroun Tazieff. En 1938, il obtient un second diplôme d'ingénieur agronome, spécialisé dans le domaine des eaux et forêts,. 
Naturalisé belge juste avant la seconde guerre mondiale, il travaille après celle-ci dans l'industrie céréalière dans la région de la Hesbaye. Il continue à occuper son temps libre en étudiant les carabes africains, et ses visites régulières aux collections d'entomologie des musées nationaux le font remarquer. Il est nommé, en 1947, collaborateur scientifique de l’Institut royal des Sciences naturelles de Belgique et, l'année suivante, correspondant du Muséum d’Histoire naturelle de Paris. Il devient par la suite conservateur puis directeur du département d'entomologie du Musée royal de l'Afrique centrale à Tervuren, et enfin, de 1977 à 1978, il est directeur de ce musée avant de prendre sa retraite. 
Au cours de sa carrière scientifique, Basilewsky se consacre exclusivement à l'étude des insectes de l'Afrique subsaharienne, et plus particulièrement à l'étude systématique de la morphologie, de la zoogéographie et de la phylogénie des carabes africains (Carabidae) dont il décrit nombre de nouvelles espèces. Dans ce domaine, il devient un spécialiste recherché dans le monde entier et travaille souvent avec des institutions zoologiques en Europe, Afrique et Amériques. Les expéditions de Basilewsky dans les années 1950 et 1960 l'emmènent principalement dans divers pays d'Afrique de l'Est, au Rwanda, en Tanzanie, en Ouganda, au Kenya, et en Éthiopie, mais aussi sur l'île de Sainte-Hélène, au milieu de l'Atlantique Sud.
En 1970, Basilewsky devient membre associé du Département des sciences naturelles et médicales de l'Académie royale des sciences d'outre-mer. En mai 1983, il est nommé membre honoraire. Il est également membre de la Société entomologique de France.  De 1972 à 1984, il est directeur et rédacteur en chef de la Revue de Zoologie africaine, devenue aujourd'hui Journal of African Zoology.

## Hommages
Les genres Basilewskyus, Basilewskyana et Basilewskya et les espèces Cicindela basilewskyana, Sophronica basilewskyana, Atheta basilewskyana et Dicranomyia basilewskyana portent sont nommées en hommage à Pierre Basilewsky. L'épithète basilewskyi est également attribué à de nombreuses espèces d'insectes.